# یوردی شامار
یوردی شامار (اسپانیایی: Jordi Xammar‎؛ زادهٔ ۲ دسامبر ۱۹۹۳) قایقران قایق بادبانی اهل اسپانیا است.